# Brecht (Belgien)
Brecht ist eine belgische Gemeinde in die Kempen der Region Flandern mit 30.610 Einwohnern (Stand 1. Januar 2024). Sie besteht aus dem namensgebenden Hauptort und den beiden Ortsteilen Sint-Job-in-’t-Goor und Sint-Lenaarts.
Das Stadtzentrum von Antwerpen liegt 22 km südwestlich und Brüssel etwa 60 km südsüdwestlich.

## Verkehr
Die nächsten Autobahnabfahrten befinden sich direkt bei Brecht und bei Sint-Job-in-’t-Goor an der A1/E 19. 
 
In Brecht wurde 2009 die Station Noorderkempen an der Eisenbahn-Schnellfahrstrecke HSL 4 in Betrieb genommen. Die nächstgelegenen Regionalbahnhöfe befinden sich in Kapellen und Turnhout. 

Der Flughafen Antwerpen ist der nächstgelegene Regionalflughafen und der Flughafen Brüssel National nahe der Hauptstadt Brüssel ist der Flughafen mit internationaler Bedeutung. 

## Sehenswürdigkeiten
Die stattliche Trappistinnenabtei Onze-Lieve-Vrouw van Nazareth ist bekannt für ihre Seifenprodukte und die Fahnenschneiderei.

## Söhne und Töchter der Gemeinde
- Leonhardus Lessius (1554–1623), Jesuit
- Jozef De Feyter (1925–2014), Radrennfahrer
- Henri Jochums (1927–2018), Radrennfahrer
- Charles Jochums (* 1957), Radrennfahrer
- Walter Van Beirendonck (* 1957), Modedesigner
- Luc Govaerts (* 1959), Radrennfahrer

## Weblinks

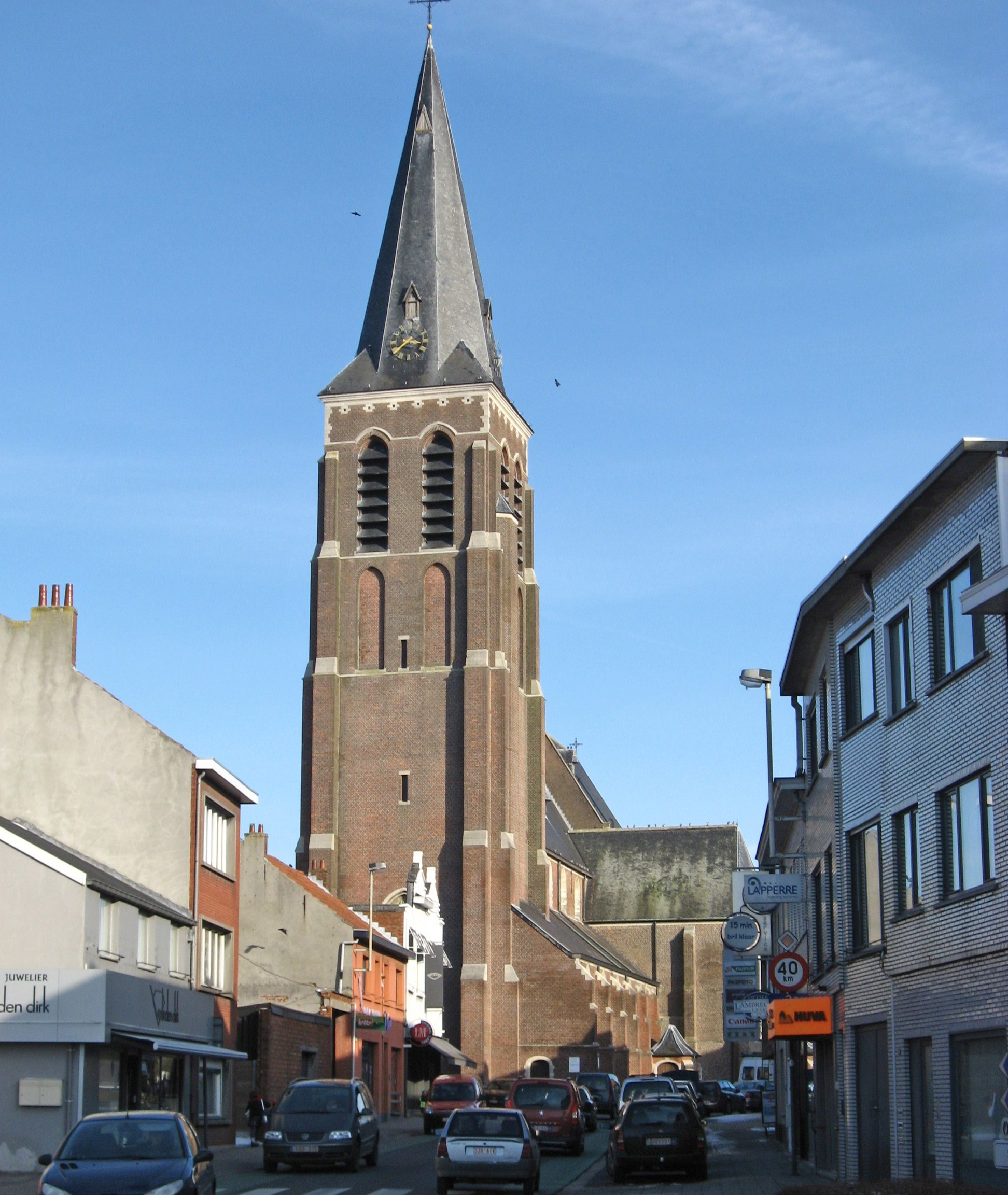
Kirche von Brecht